# Ron Wyden
Ron Wyden, właśc. Ronald Lee Wyden (ur. 3 maja 1949) – amerykański polityk, senator ze stanu Oregon (wybrany w styczniu 1996 w wyborach uzupełniających i ponownie w 1998 i 2004), członek Partii Demokratycznej. W latach 1981–1996 zasiadał w Izbie Reprezentantów.
Uzupełniające wybory w roku 1996, po których Wyden po raz pierwszy wszedł do Senatu, wynikły z rezygnacji Boba Packwooda, wieloletniego senatora (od 1968), zmuszonego do ustąpienia z powodu oskarżeń o molestowanie seksualne kobiet pracujących w Kongresie.
Jeden z najbardziej umiarkowanych członków Partii Demokratycznych w Senacie, wielokrotnie popierający inicjatywy Republikanów m.in. w zakresie obniżenia wydatków rządu federalnego oraz zmierzających do zreformowania programów socjalnych w zakresie opieki zdrowotnej, takich jak Medicare.